# Ivanhoé Cambridge
Ivanhoé Cambridge est une entreprise immobilière canadienne, fondée au Québec en 1953, qui développe et investit dans des propriétés, des projets et des sociétés immobilières dans le monde entier.
Par l’entremise de filiales et de partenariats, elle détient une participation dans plus de 1 100 immeubles, principalement dans les secteurs des bureaux, des centres commerciaux, de l’industriel/logistique et du résidentiel. Ses actifs immobiliers s’élevaient à près de 60,4 G$ CA au 31 décembre 2020.
Ivanhoé Cambridge est devenue une filiale immobilière de la Caisse de dépôt et placement du Québec (CDPQ), l’un des plus importants gestionnaires de fonds institutionnels au Canada.
Le 15 octobre 2019, Daniel Fournier, président du Conseil et chef de la direction d’Ivanhoé Cambridge prend sa retraite. Il est remplacé par Nathalie Palladitcheff.
En juin 2025, Ivanhoé Cambridge annonce quel exercera dorénavant ses activités sous la marque La Caisse.

## Organisation

### Portefeuille
Le modèle d’investissement global d’Ivanhoé Cambridge se veut diversifié; c’est pourquoi l’entreprise a choisi d’investir de différentes façons, c’est-à-dire de manière directe, par le biais de partenariats, en créant des plateformes d’investissement ou encore via des fonds.

### Projets
Ivanhoé Cambridge développera plusieurs projets au courant de la prochaine décennie. Parmi ceux-ci se retrouvent CIBC SQUARE au Canada, les tours Duo à Paris, T3 RiNo à Denver, The Stack Deep Ellum, Texas Tower aux États-Unis.

## Historique

### Ivanhoe Corporation
L’entité initiale de ce qui allait devenir le groupe immobilier Ivanhoé Cambridge date du 12 mai 1953, jour où l’homme d’affaires montréalais Sam Steinberg, qui avait créé la chaîne de magasins d’alimentation Steinberg, fonda Ivanhoe Corporation. En 1954, Ivanhoé ouvrit son premier centre commercial, Dorval Gardens à Dorval, dans la région de Montréal. Au cours des années 1950, l’entreprise axa ses efforts sur la construction de centres commerciaux dans la région du Grand Montréal et érigea des projets en Ontario, en particulier dans la région d’Ottawa,. Ivanhoé se spécialisait dans les centres commerciaux situés dans des zones urbaines en expansion.
Dans les années 1980, Ivanhoe Corporation, alors devenue Ivanhoe Inc., était la plus importante société immobilière du Québec et la sixième plus grande au Canada.
Au moment de l'acquisition d'Ivanhoe Inc. par la Caisse de dépôt et placement du Québec en 1990, le portefeuille de la première était composé de 36 centres commerciaux, principalement situés au Québec et en Ontario. La valeur du portefeuille immobilier d’Ivanhoé était alors d’environ un milliard de dollars canadiens, ce qui en faisait l’une des plus importantes sociétés immobilières du Canada.
Jusque dans les années 1990, le portefeuille qu’Ivanhoé possédait et exploitait était essentiellement composé de centres commerciaux construits par le regretté Sam Steinberg. Ivanhoé a fait ses premières acquisitions majeures en achetant Les Galeries Rive Nord en 1991 et Place Montréal Trust en 1995. En 2000, Ivanhoé a ajouté à son portefeuille le Centre Eaton de Montréal, un prestigieux centre commercial situé sur la principale artère marchande de la ville, et Place Laurier, un des plus grands centres commerciaux du Québec.

### Cambridge Shopping Centres Limited
Alors qu’Ivanhoé prenait de l’expansion, des membres des familles Tabachnik et Odette fondaient Cambridge Leaseholds Limited à Windsor, en Ontario, en 1960. Deux ans plus tard, l’entreprise ouvrait Gateway Plaza, le premier centre commercial de la marque Cambridge, à Windsor. Cambridge a construit pendant la décennie de nombreux autres centres commerciaux en Ontario, au Nouveau-Brunswick et en Alberta. Cambridge Leaseholds Limited est devenue une société ouverte, cotée à la Bourse de Toronto, en 1969. En 1971, l’entreprise a ouvert Les Rivières, son premier centre commercial québécois, à Trois-Rivières. Un an plus tard, elle a construit Les Galeries de Hull, également au Québec. Cambridge Shopping Centres Limited a été créée en 1984 et a acquis toutes les actions en circulation de Cambridge Leaseholds Limited. Cambridge a poursuivi son expansion en construisant ou en acquérant une participation dans des centres commerciaux en Colombie-Britannique, en Ontario et à Terre-Neuve, au Canada, ainsi qu’en Californie, aux États-Unis.
Au début des années 1990, Cambridge Shopping Centres Limited avait plus de 1 000 employés et des actifs supérieurs à deux milliards de dollars canadiens. En 1992, deux ans après que la Caisse de dépôt et placement du Québec a fait l’acquisition d’Ivanhoé, elle a commencé a acheter des actions de Cambridge Shopping Centres Limited. Sa participation est passée de 15,3 % à 23,4 % en 1993.

### SITQ

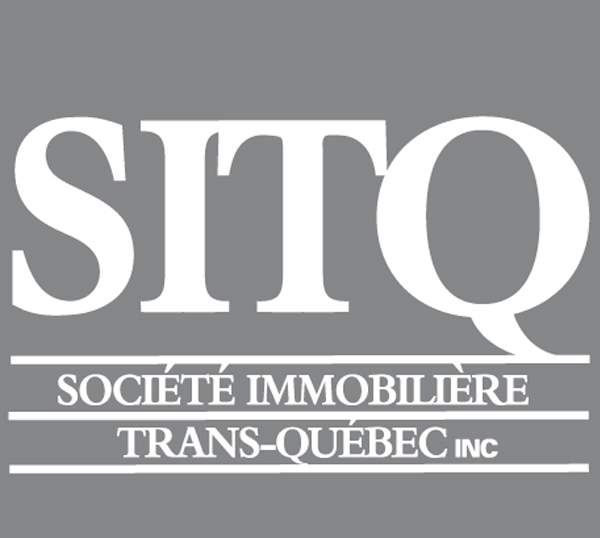

Au milieu des années 1980, alors qu’Ivanhoé et Cambridge construisaient et faisaient l’acquisition de centres commerciaux au Québec et ailleurs au Canada, la Caisse de dépôt et placement du Québec a créé en 1984 la Société immobilière Trans-Québec (SITQ), qui se spécialisait dans les investissements, la gestion et le développement immobiliers. La SITQ s’est concentrée sur trois secteurs d’activité en particulier : les immeubles de bureaux et les hôtels, les édifices multirésidentiels et les maisons de retraite, et enfin les fonds d’investissement immobiliers. En 1991, l’acquisition de l’édifice 1981 McGill College a marqué un point tournant dans la stratégie de la SITQ, l’accent étant davantage mis sur les immeubles de bureaux de grande qualité au cœur des grands centres urbains. Deux ans plus tard, l’entreprise a effectué sa première acquisition internationale, le Centre de conférences Albert Borschette à Bruxelles, en partenariat avec la Compagnie immobilière de Belgique. En 1996, la SITQ a entamé des négociations pour acquérir cinq immeubles de bureaux dans le quartier des affaires La Défense, en banlieue de Paris. L’opération, qui a été réalisée en 1997, a fait de la SITQ un des principaux propriétaires de biens immobiliers à La Défense. Au cours des années qui ont suivi, les immeubles de bureaux Prisma, Friedland, Anjou et Adria, ainsi que tous les terrains encore disponibles à La Défense, ont été ajoutés au portefeuille de la SITQ. La Tour T1 et l’Immeuble B seront érigés à cet endroit. L’expansion s’est poursuivie dans des marchés extérieurs tout au long de la décennie et la SITQ a bâti un important portefeuille d’édifices. Des acquisitions ont également été faites aux États-Unis, au Royaume-Uni, en Allemagne et en Inde. Au 31 décembre 2009, la valeur du portefeuille de la SITQ s’établissait à 17,8 milliards de dollars canadiens.

### Ivanhoé Cambridge
En août 1999, Ivanhoé est devenue un actionnaire majoritaire de Cambridge à la suite d’un investissement de 331 millions de dollars canadiens. Le 1er octobre 2000, Cambridge Shopping Centres Limited devenait une filiale en propriété exclusive d’Ivanhoé. En février 2001, soit moins de quatre mois plus tard, Ivanhoé et Cambridge Shopping Centres Limited fusionnaient sous le nom Ivanhoé Cambridge Inc., devenant ainsi l’une des plus importantes sociétés de gestion, de développement et d’investissement immobiliers du Canada.
Ivanhoé Cambridge a cédé ses centres commerciaux de petite et moyenne taille au cours des années qui ont suivi la fusion. En 2011, elle s’est départie des grands centres commerciaux qui ne répondaient plus à ses attentes,. Place Sainte-Foy est le seul centre commercial construit par l’ancienne Ivanhoé qui est encore géré par Ivanhoé Cambridge, la compagnie qui lui a succédé. Elle gère encore une poignée de centres commerciaux ayant été développés par Cambridge Shopping Centres ou son prédécesseur Cambridge Leaseholds Limited. Ivanhoé Cambridge possède aussi des centres commerciaux exploités par Cadillac Fairview.
Le 21 avril 2011, la Caisse de dépôt et placement du Québec a annoncé qu’elle regroupait ses filiales immobilières pour ne former qu’une seule entité : Ivanhoé Cambridge. La nouvelle compagnie a regroupé ses filiales existantes dans les centres commerciaux (Ivanhoé Cambridge) et les immeubles de bureaux, hôtels, édifices multirésidentiels et maisons de retraite, ainsi que les fonds d’investissement immobiliers (SITQ).

## Anciens noms d’Ivanhoé Cambridge
Lors de sa fondation en 1953, la compagnie s’appelait Ivanhoe Corp. En 1969, elle est devenue Ivanhoé Corporation. En 1977, à la suite d’une nouvelle incorporation, l’entreprise a été renommée Ivanhoe Inc. Quand la Caisse de dépôt et placement du Québec a fait l’acquisition de la compagnie en 1990, Ivanhoé a utilisé un accent aigu, en français et en anglais, afin de mettre l’accent sur l’identité francophone de l’organisation.
Cambridge a été fondée en 1960 à Windsor, en Ontario, sous le nom Cambridge Leaseholds Limited. En 1984, Cambridge Shopping Centres Limited a été créée et a fait l’acquisition de toutes les actions en circulation de Cambridge Leaseholds Limited. Ivanhoé et Cambridge Shopping Centres Limited ont été fusionnées en février 2001. L’entreprise a alors adopté le nom Ivanhoé Cambridge Inc.